# Viêm phổi do virus ở mèo
Viêm mũi do virus ở mèo (viết tắt là FVR) là một bệnh nhiễm trùng hô hấp hoặc phổi ở mèo do virus herpes loại 1, thuộc họ Herpesviridae gây ra. Nó cũng thường được gọi là cúm mèo, celineza mèo và viêm phổi mèo. Tuy nhiên, các thuật ngữ trên mô tả riêng biệt một triệu chứng trong số nhiều triệu chứng kết hợp cùng với nhau như hô hấp, chúng là những cái tên chưa đúng cho chứng bệnh này. Các bệnh về đường hô hấp do virus ở mèo có thể nghiêm trọng, đặc biệt là trong các cơ sở chăn nuôi mèo và cũi dành cho mèo, gây ra một nửa số bệnh đường hô hấp ở mèo. 

## Đặi cương
FHV-1 lần đầu tiên được phân lập từ mèo vào năm 1958 tại Hoa Kỳ. FVR là bệnh quan trọng nhất trong số các bệnh của mèo và được tìm thấy trên toàn thế giới. Nguyên nhân quan trọng không kém gây nên bệnh hô hấp ở mèo là Feline calicivirus. FVR rất dễ lây và có thể gây bệnh nặng cho mèo, và nghiêm trọng hơn là gây tử vong do viêm phổi ở mèo con. Nó có thể gây ra hội chứng Mèo con ngực phẳng, nhưng hầu hết bằng chứng cho điều này chỉ là những đồn đoán. Tất cả các thành viên của họ Mèo đều nhạy cảm với FVR; trên thực tế, FHV-1 đã gây ra viêm não gây tử vong ở sư tử ở Đức.